# 南庄乡 (永和县)
南庄乡，是中华人民共和国山西省临汾市永和县下辖的一个乡镇级行政单位。2021年5月，撤销南庄乡、打石腰乡，合并设立望海寺乡。

## 行政区划
南庄乡下辖以下地区：
红崖渠村、南庄村、北河路村、郭家村、社里村、刘家屹崂村、白家腰村和百湾只村。